# Torfowisko aapa

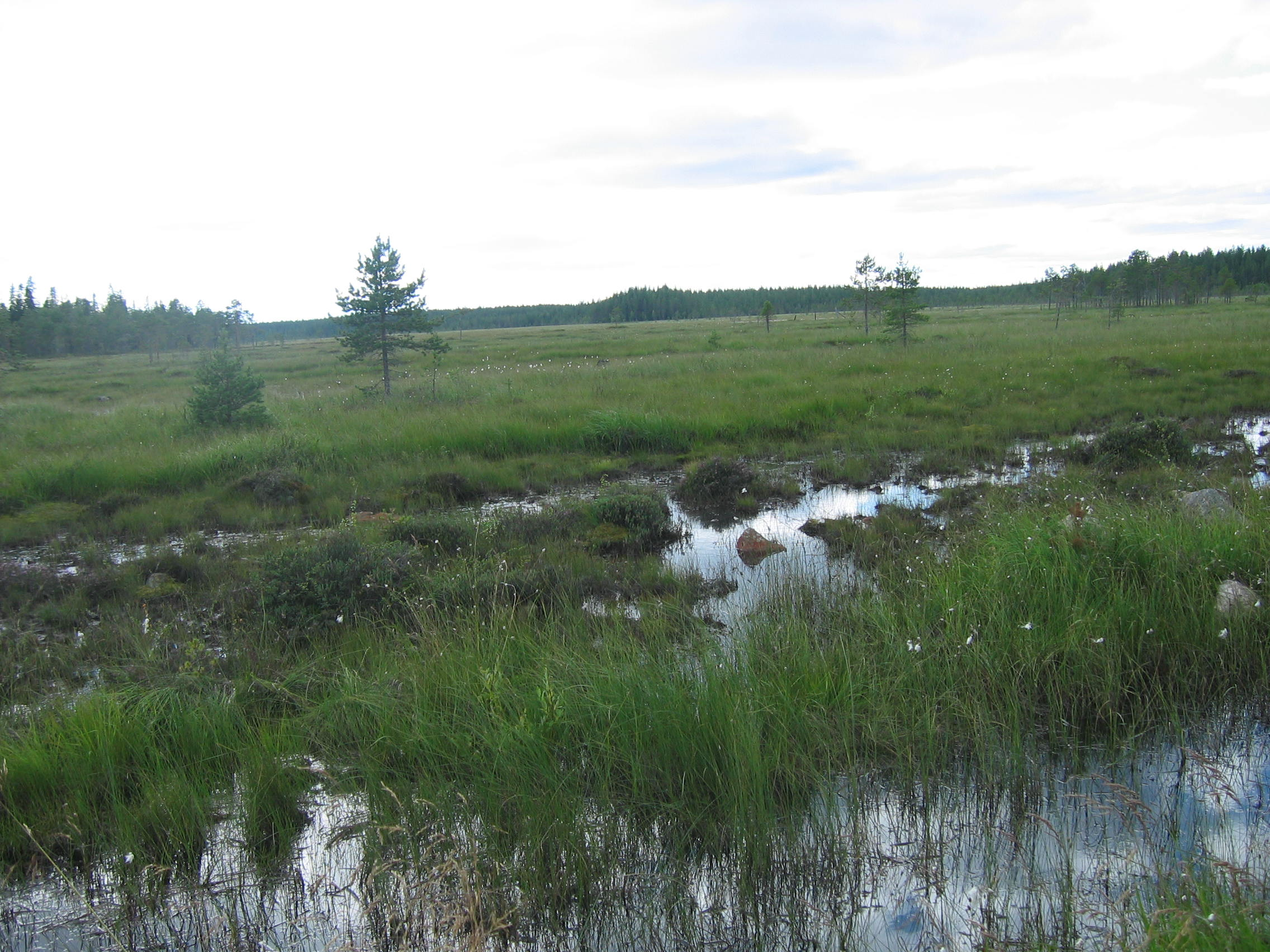
Niittysuo – torfowisko typu aapa w Utajärvi (Finlandia)

Torfowisko aapa – torfowisko złożone z podłużnych kęp mszarnych i dolinek. Układ tych mikrosiedlisk związany jest z rytmem przepływu wody, jej zamarzania i roztopów, przy czym dokładny mechanizm powstawania nie jest jednoznacznie wyjaśniony. Pasy kępek i dolinek ułożone są w poprzek kierunku przepływu wody. Aapa należą do torfowisk o nachylonym lustrze wody. Są torfowiskami minerotroficznymi, tj. niezasilanymi bezpośrednio wodą deszczową, ale w niektórych przypadkach jej kontakt z podłożem jest stosunkowo krótki, więc zwykle jest uboga w substancje biogenne. 
W Kanadzie torfowiska aapa (string bog, Northern ribbed fen) z reguły mają miąższość torfu powyżej 1 metra. Kępki mają wysokość poniżej 1 m i szerokość 2–3 m.
Występują w strefie o odpowiednich warunkach klimatycznych, głównie na półkuli północnej, m.in. w Skandynawii, Kanadzie i na Alasce. Rzadziej spotykane są na półkuli południowej – na Falklandach, Nowej Zelandii, Ziemi Ognistej. Podobne w formie torfowiska występują też na Wielkiej Wyspie Piaszczystej, czy w Karkonoszach.